# Chiesa di Santo Spirito in Sassia
La chiesa di Santo Spirito in Sassia è un luogo di culto cattolico del centro storico di Roma, situato nel rione Borgo, nel complesso dell'omonimo arcispedale. È rettoria e su di essa insiste l'omonima diaconia.

## Storia

### L'antica chiesa di Santa Maria in Saxia

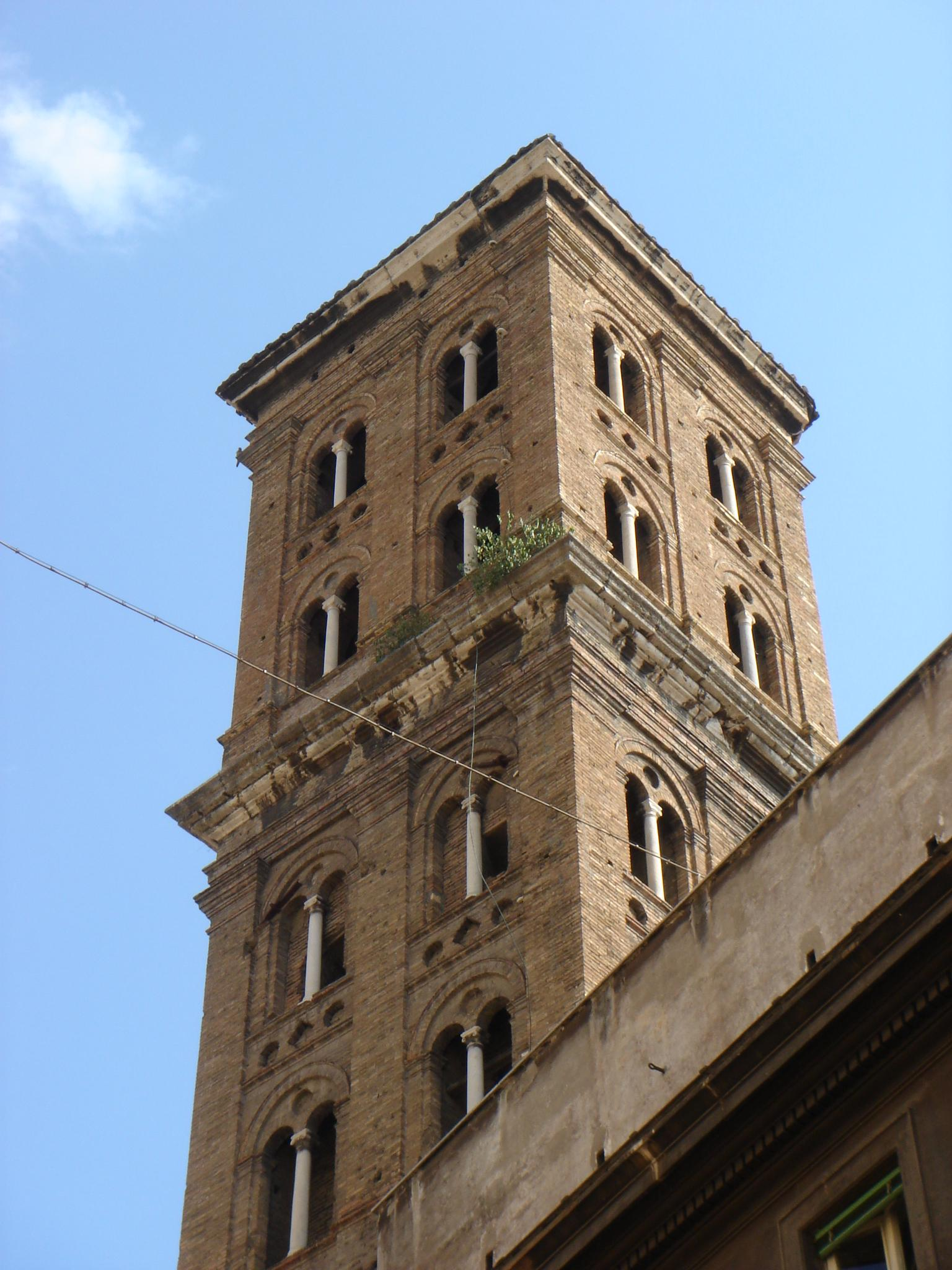
Il campanile dell'ultima chiesa di Santa Maria in Saxia, edificato probabilmente su disegno di Baccio Pontelli tra il 1471 e il 1475

A partire dall'VIII secolo sorsero nei pressi dell'antica basilica di San Pietro in Vaticano quattro scholæ, insediamenti caratterizzati da una propria organizzazione militare e civile interna costituiti dai membri di varie popolazioni nordiche residenti in Roma, finalizzati alla mutua assistenza verso i concittadini.
La più antica fu quella dei Sassoni, fondata tra il 726 e il 728 dal re del Wessex Ine il quale, come altri sovrani britannici, si insediò stabilmente presso San Pietro, costituendo per la basilica una delle principali, costanti fonti di entrate. All'interno della Schola Saxonum venne edificata per volere di Ine e con il beneplacito di papa Gregorio II, una chiesa dedicata alla Madonna, presso la quale nel 794 venne fondato dal re di Mercia Offa uno xenodochio (primo nucleo del futuro arcispedale) che fu pesantemente danneggiata dagli incendi che divamparono nell'intero quartiere nell'817 e nell'852, e devastata durante l'incursione saracena dell'846; dopo quest'ultima venne fatta riedificare da papa Leone IV intorno all'850, con il titolo di S. Mariæ super schola Saxonum o S. Mariæ quæ vocatur Schola Saxonum; in una lettera di papa Alessandro II a Guglielmo I d'Inghilterra del 1068 la chiesa venne menzionata come S. Mariæ quæ vocatur schola Anglorum. Nell'854 passò sotto la giurisdizione del monastero maschile di San Martino al Vaticano.
Nuovi restauri furono intrapresi nel corso dell'XI secolo e il 24 febbraio 1123 dedicò un altare laterale intitolato alla Vergine Maria. Nel 1198 papa Innocenzo III trasformò lo xenodochio in nosocomio ed orfanotrofio, e fondò la nuova chiesa di Santa Maria in Saxia, affiliata alla basilica di San Pietro in Vaticano; il progetto dell'intero complesso venne affidato a Marchionne Aretino. Fu all'interno di essa che il 18 ottobre 1369 l'imperatore bizantino Giovanni V Paleologo abiurò lo scisma d'Oriente davanti a papa Urbano V, appositamente tornato da Avignone.
Nel 1208 papa Innocenzo III stabilì che la domenica dopo l'ottava dell'Epifania si tenesse una solenne processione per portare il Velo della Veronica dalla basilica di San Pietro alla chiesa di Santa Maria in Saxia; tale tradizione proseguì nei secoli successivi ed è stata rinnovata nel 2016.
La chiesa venne ricostruita a tre navate nel 1383 e restaurata nel 1431 dopo che era stata danneggiata agli inizi del secolo dai soldati di Ladislao I di Napoli che ivi si erano stanziati. Colpita da un incendio che interessò l'intero complesso, nel 1471 fu riedificata per volere di papa Sisto IV su disegno di Baccio Pontelli o di un anonimo architetto fiorentino. Venne aperta al culto nel 1475.

### La chiesa attuale

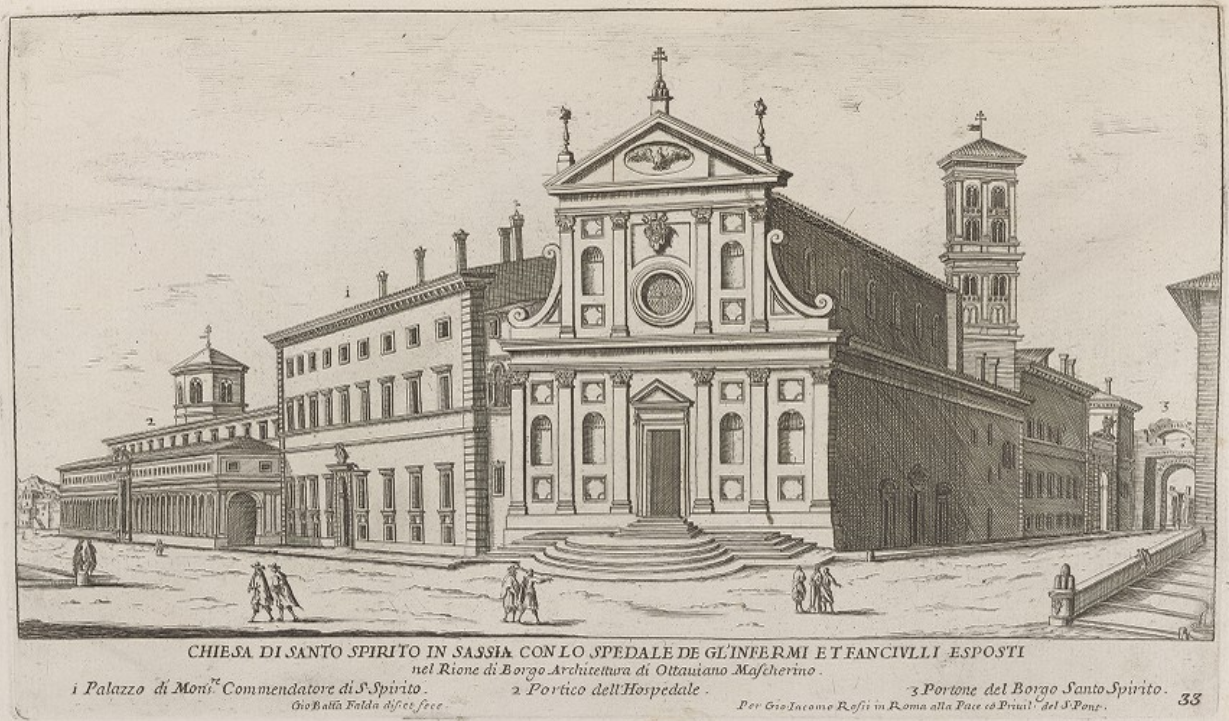
Giovanni Battista Falda, Chiesa di Santo Spirito in Sassia con lo Spedale degli Infermi et Fanciulli Esposti nel rione Borgo (1667-1669)

Il sacco di Roma danneggiò gravemente la chiesa di Santa Maria, motivo per cui papa Paolo III volle che venisse ricostruita; dell'antica struttura fu preservata soltanto la torre campanaria. Il progetto del nuovo edificio venne affidato ad Antonio da Sangallo il Giovane (il quale sarebbe subentrato a Baldassarre Peruzzi, morto nel 1536) e i lavori iniziarono nel 1538; dopo una interruzione, furono ripresi nel 1543 e terminarono nel 1545. La chiesa, che acquisì fin dall'inizio la nuova intitolazione allo Spirito Santo, venne dedicata il 17 maggio 1571 da Francesco Maria Piccolomini, vescovo di Montalcino e Pienza. Fu in vista della dedicazione che il commendatore dell'arcispedale Bernardino Cirillo volle che venisse decorata secondo le istanze del concilio di Trento su progetto di Ottaviano Mascherino; la facciata fu edificata tra il 1585 e il 1590. L'apparato decorativo dell'abside, invece, venne realizzato a partire dal 1593 da Jacopo Zucchi. Un nuovo altare maggiore venne dedicato nel 1668 da Francesco Maria Febei, commendatore dell'arcispedale e arcivescovo titolare di Tarso. Restauri vennero condotti sotto i pontificati di Benedetto XIV e Pio IX, e nuovamente nel 1950-1958.
La chiesa di Santo Spirito anche dopo le secolarizzazioni dei beni ecclesiastici ha continuato a fungere da punto di riferimento spirituale per le esigenze dell'ospedale, essendo sede della confraternita istituita da papa Eugenio IV. Nel 1986, a causa dello spopolamento della zona, cessò la funzione parrocchiale divenendo rettoria della parrocchia di Santa Maria in Traspontina. Nel 1991 fu eretta da papa Giovanni Paolo II a sede cardinalizia diaconale. Il 1º gennaio 1994 il cardinale vicario Camillo Ruini elevò la chiesa a centro di Spiritualità della Divina Misericordia, legato alla figura di suor Faustina Kowalska successivamente proclamata santa dalla Chiesa cattolica, istituendola santuario della Divina Misericordia. Papa Giovanni Paolo II visitò la chiesa di Santo Spirito domenica 23 aprile 1995 celebrandovi la messa e benedicendo l'immagine di Gesù Misericordioso. In occasione del ventennale dell'istituzione della domenica della Divina Misericordia, domenica 19 aprile 2020 papa Francesco ha visitato in forma privata la chiesa presiedendovi la celebrazione eucaristica; il pontefice ha fatto lo stesso anche il successivo 11 aprile, nel medesimo giorno liturgico.

## Descrizione

### Esterno

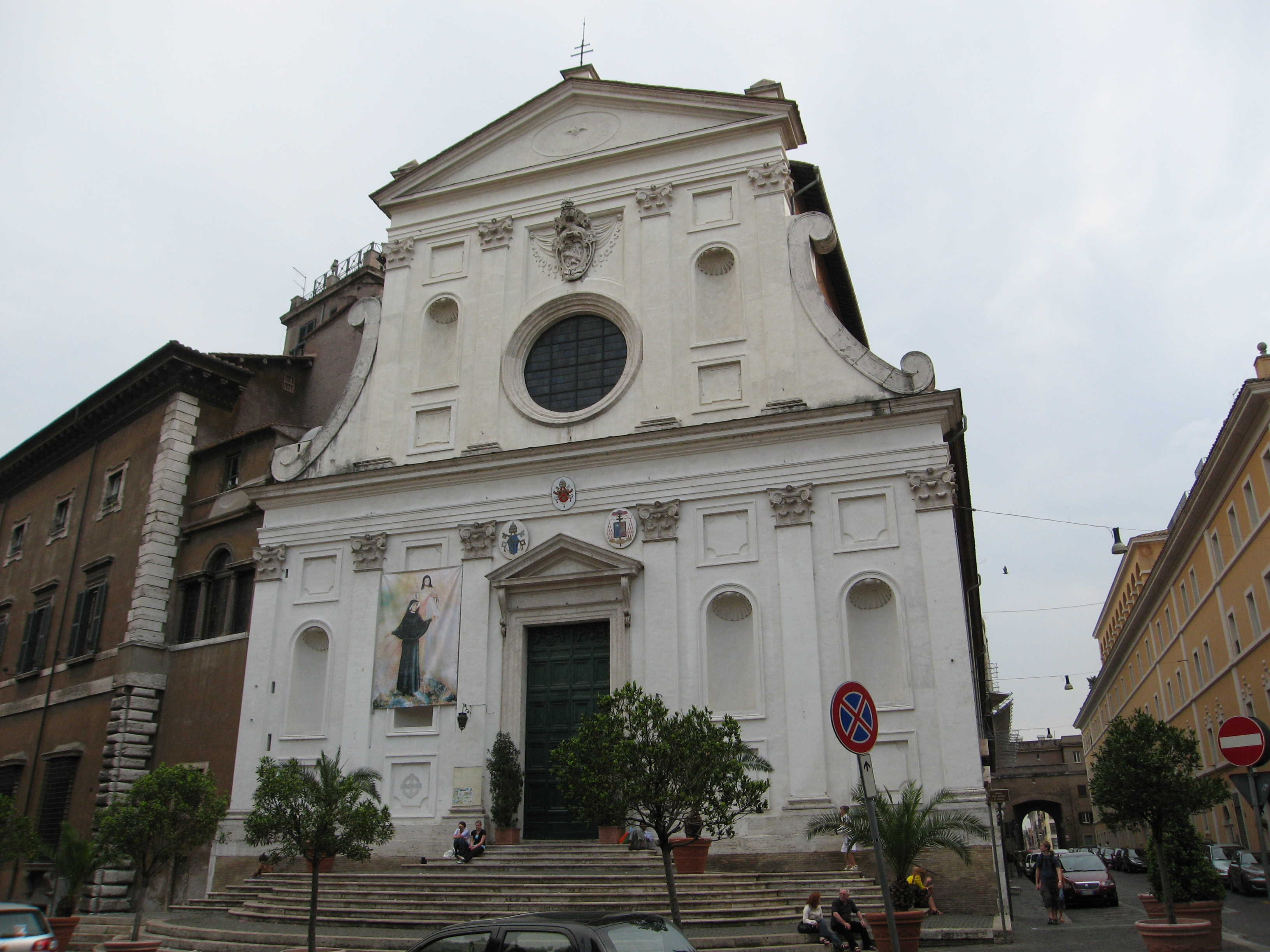
La facciata

La chiesa sorge all'incrocio tra Borgo Santo Spirito e via dei Penitenzieri, nell'estremità nord-occidentale del complesso dell'arcispedale di Santo Spirito in Saxia.
La facciata, realizzata nel 1585-1590 e preceduta da un ampio sagrato, è a due livelli, con paraste di ordine corinzio che dividono il livello inferiore in cinque campate e quello superiore in tre. Un rosone circolare si apre nella fascia superiore, e al di sopra campeggia lo stemma di papa Sisto V, realizzato da Ottavio Mascherino in sostituzione di quello originario di papa Paolo III. Il prospetto è stato attribuito da Gustavo Giovannoni a Guidetto Guidetti (che avrebbe ripreso un disegno di Antonio da Sangallo il Giovane) per la forte somiglianza con quello della chiesa di Santa Caterina dei Funari, realizzata da Guidetti tra il 1560 e il 1564.
In posizione lungo via dei Penitenzieri, ruotato rispetto all'asse della chiesa attuale, sorge il quattrocentesco campanile, edificato probabilmente su disegno di Baccio Pontelli o Giovannino de' Dolci tra il 1470 e il 1476. Costituito da una torre in laterizio a base quadrata, ripropone in chiave rinascimentale le forme del romanico laziale, con due ordini scanditi verticalmente da lesene tuscaniche in ciascuno dei quali, su ogni lato, si aprono due coppie di bifore sorrette da colonnine marmoree corinzie.

### Interno

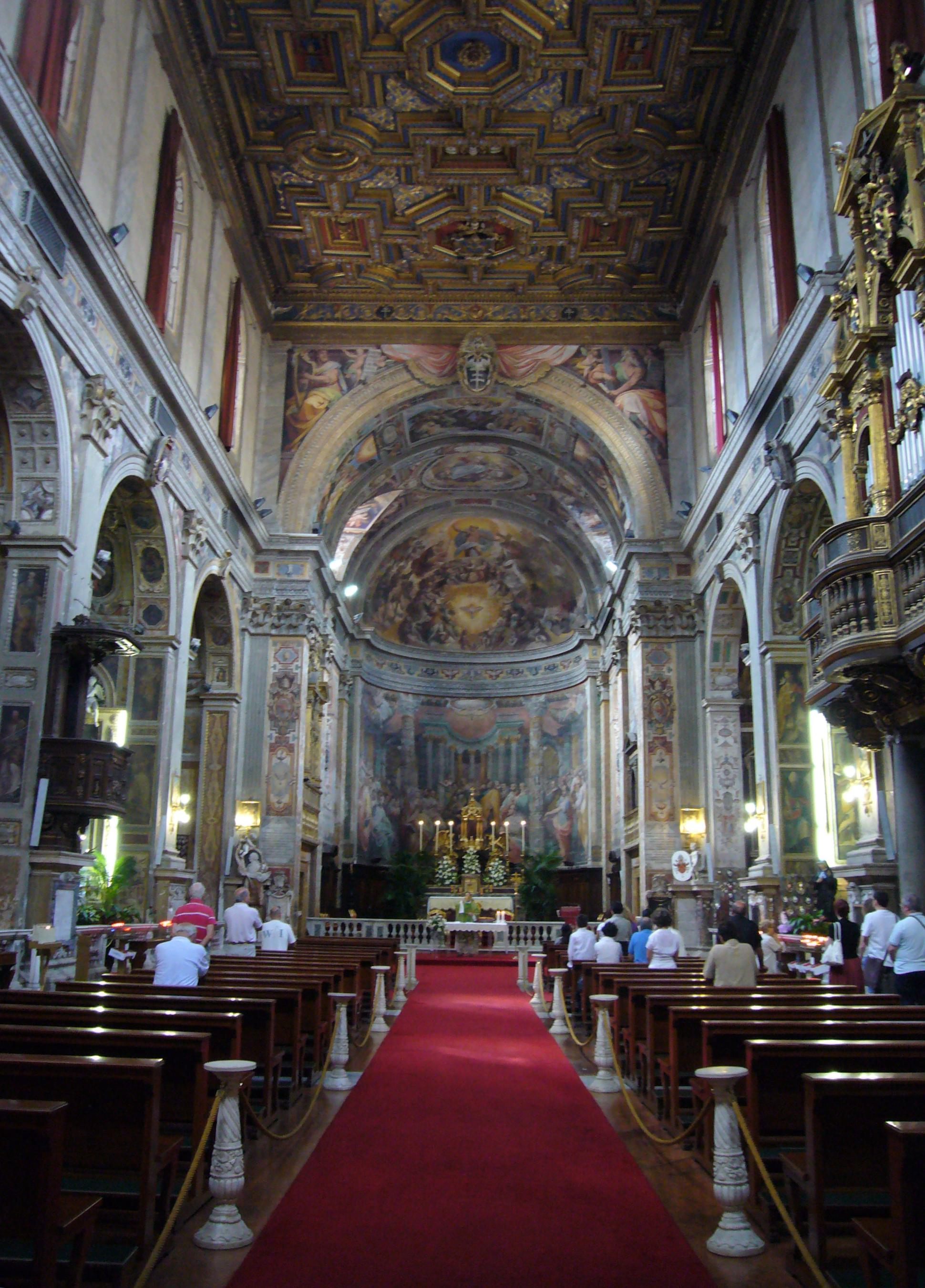
L'interno

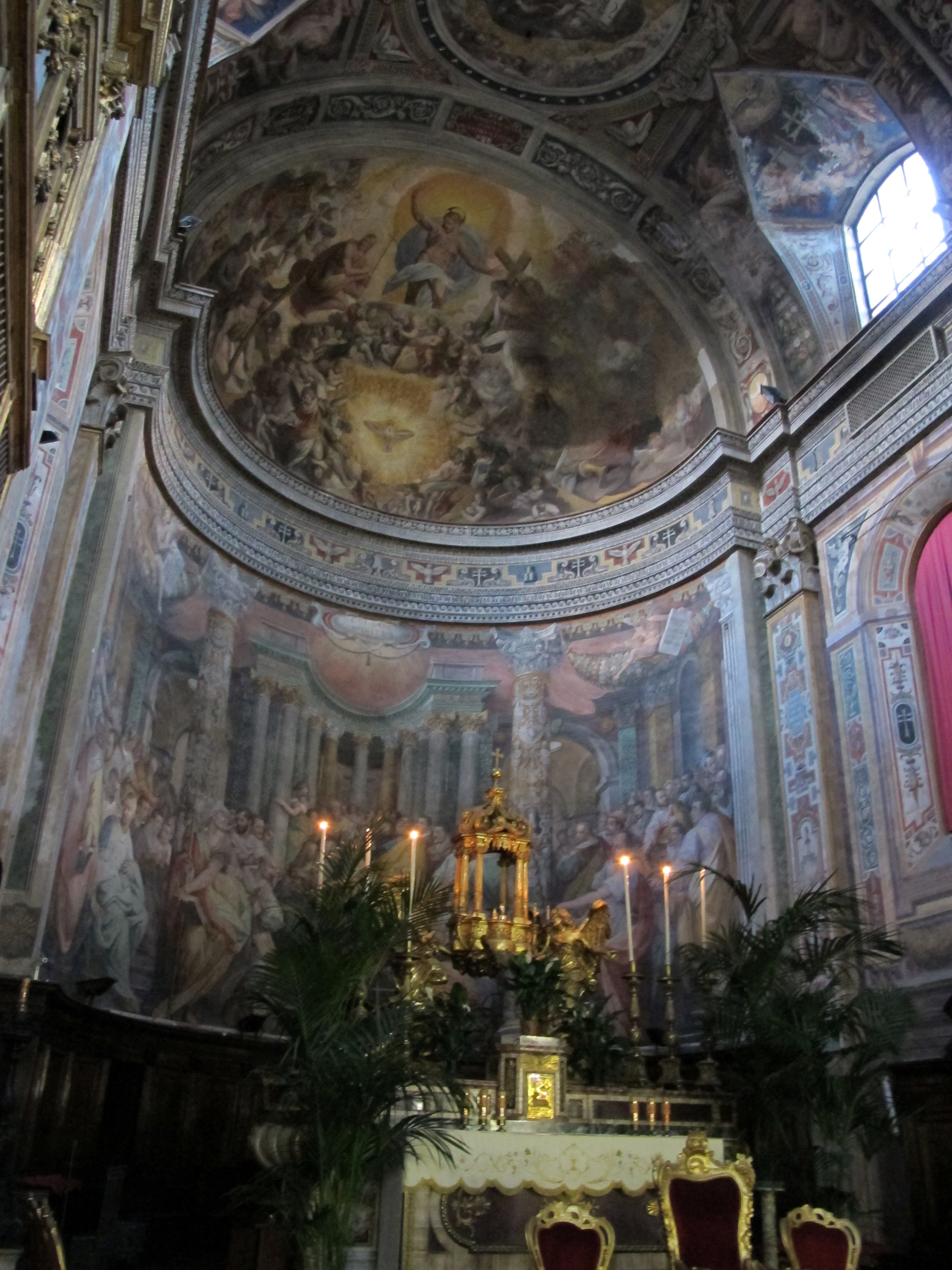
Abside e altare maggiore

Internamente, la chiesa presenta una struttura a navata unica con cinque cappelle semicircolari per lato, senza transetto e terminante con un profondo coro absidato.
Le pareti della navata sono divise orizzontalmente da un alto cornicione: nell'ordine superiore si aprono cinque ampie monofore ad arco a tutto sesto scandite da lesene tuscaniche, mentre in quello inferiore le arcate di accesso alle cappelle, intervallate da paraste corinzie. Il soffitto ligneo policromo a cassettoni venne realizzato su disegno di Antonio da Sangallo il Giovane e presenta forti analogie con quelli di palazzo Farnese, dello stesso autore. L'aula, come anche la tribuna, presenta un ricchissimo apparato pittorico tardocinquecentesco. In controfacciata vi è la Discesa dello Spirito Santo di Antonino Calcagnadoro (1931, che ripropone lo schema dell'originario dipinto di Jacopo Zucchi raffigurante la Sede Apostolica venerata dalle quattro parti del mondo), mentre sono di Cesare Conti i due Angeli che lo affiancano, le Sibille ai lati del rosone e San Pietro e San Paolo nei pennacchi. Nelle due edicole ai lati dell'ingresso, la Visitazione di Marco Pino e la Vocazione di san Paolo di Pedro de Rubiales, entrambi del 1545. Il pulpito ligneo, posto tra la terza e la quarta cappella di sinistra, venne realizzato da Alessandro Castaldo nel 1595.
Tutte le cappelle laterali presentano il medesimo schema: altare in marmi policromi ai lati del quale si trovano due dipinti, e calotta affrescata. La prima di destra, dedicata allo Spirito Santo, ha un apparato in stucco del 1588 di Jacopo Zucchi ed ospita sull'altare una Pentecoste dello stesso autore, affiancata da Gioele (a destra) e San Giovanni Battista (a sinistra); segue la cappella dell'Assunzione di Maria, con nel catino Scene della vita della Vergine di Livio Agresti, autore anche dell'Assunta (1578) originariamente posta sopra l'altare, mentre la Natività di Maria (1582 circa, a sinistra) e la Circoncisione di Gesù (1580-1585 circa, a destra) sono rispettivamente di Paris Nogari e Giovanni Battista Lombardelli. La terza cappella è interamente occupata dalla cantoria che sorregge uno dei due organi a canne, al di sotto della quale si apre un ingresso laterale della chiesa (sormontato da un'Ultima Cena attribuita all'Agresti), con soffitto riccamente decorato a cassettoni. Segue la cappella della Divina Misericordia, col dipinto ivi collocato nel 1995: gli angeli in stucco sono di Marcantonio Petta (1573-1574), mentre i dipinti di Domenico Zoilo (Scene dell'Antico Testamento nel catino) e Livio Agresti (Gesù guarisce un paralitico e Gesù rende la vista a un cieco, ai lati dell'altare). L'ultima cappella di destra è dedicata all'Ascensione di Gesù (originariamente lo era a san Paolo) ed è opera integrale di Giuseppe Valeriano, sotto la cui direzione furono completati i lavori nel 1570; nel catino vi è la Pentecoste, mentre l'altare, affiancato da un Sant'Agostino e un San Paolo, è sormontato da una tela raffigurante l'Ascensione, dalla fine del XVIII secolo alla metà del XX sostituita da una tela con i Santi Filippo e Giacomo realizzata da Antonio Cavallucci nel 1785 per la chiesa parrocchiale di Palidoro, allora sotto la giurisdizione dell'arcispedale.
La prima cappella di sinistra è intitolata all'Immacolata Concezione ed ospita sull'altare un gruppo scultoreo di Ignazio Iacometti raffigurante San Luigi Gonzaga e un giovane (1885), mentre sono di Cesare Nebbia e collaboratori i dipinti con Eterno Padre e Santi del catino e Sante Martiri delle pareti; il fonte battesimale è della prima metà del XVI secolo. Segue la cappella della Vergine di Sant'Agostino, con sull'altare la pala già della cappella precedente, l'Incoronazione della Vergine del Nebbia (1588-1590), autore anche delle Scene della vita di sant'Agostino nel catino (1595) e dei tondi con l'Annunciazione, mentre sono di Pompeo Cesura Santa Monica e Sant'Agostino (1571). Vi è poi la cappella del Crocifisso, ornata con Scene della Passione di Gesù di Pedro de Rubiales (1547, nel catino) ed un apparato decorativo in stucco a imitazione del marmo, realizzato nel 1549 e ascrivibile alla cerchia di Andrea Palladio, all'interno del quale sono inseriti i monumenti funebri di Antonio Federato (a destra, con Pietà di Giacomo Del Duca) e Alessandro Guidiccioni (a sinistra, committente del crocifisso posto sull'altare). La quarta cappella, patronato di Giulio Cesare Gonzaga di Novellara, è dedicata alla santa Croce e presenta una decorazione pittorica di Livio Agresti completata nel 1557: scene tratte dalla Genesi nel catino, Deposizione sull'altare (che richiama e sintetizza la Deposizione Borghese di Raffaello Sanzio e la Pietà vaticana di Michelangelo Buonarroti), l'Adorazione die pastori sulla sinistra e la Resurrezione sulla destra. L'ultima cappella è quella di San Giovanni evangelista, rifatta nel XVII e nel XIX secolo; essa è intitolata alla Madonna dal 1615, quando vi fu collocata una copia di Filippo Gagliardi dell'immagine della Vergine donata da Ine del Wessex e custodita nella sacrestia; l'attuale pala raffigurante San Giovanni evangelista è di Andrea Giorgini (1834) ed è affiancata dal Miracolo (a sinistra) e dal Martirio di san Giovanni evangelista (a destra), entrambi di Marcello Venusti.
L'arco absidale, affiancato dai monumenti funebri di Antonio Vargas y Laguna (1827, a destra) e di Pietro Gravina (1779) e Francesco Maria Ceccolo (1677, entrambi a sinistra), è sormontato dalle figure di Isaia (a destra) e Re Davide (a sinistra), dipinte da Jacopo Zucchi nel 1583, e al centro dallo stemma dell'ordine di Santo Spirito. Le pareti e la volta del coro e dell'abside furono interamente affrescati dallo Zucchi (con la collaborazione del fratello Francesco per le grottesche) tra il giugno 1582 e la fine dell'anno successivo, su progetto del domenicano Ignazio Danti. Sulla parete destra del presbiterio, il quale è delimitato da una balaustra marmorea di Michele Lucchesino (1549), vi è la Guarigione del paralitico, mentre sulla volta a botte lunettata trovano luogo Concerto di angeli (al centro), San Pietro e la famiglia di Cornelio (a sinistra), San Paolo battezza a Efeso (a destra) e Dio Padre benedicente (nel tondo tra le due finestre). Il catino absidale raffigura Redentore e Spirito Santo, mentre la parete curva è interamente occupata dalla Pentecoste nella parte superiore, mentre in quella inferiore vi sono gli stalli lignei del coro, risalenti al 1535-1545. L'altare maggiore, in marmi policromi, è sormontato da un tempietto in legno dorato di Lorenzo Monsù; al di sotto della mensa sono custodite le reliquie dei santi martiri Ninfa, Respicio, Severa e Trifone.

### Organo a canne
Nella chiesa si trova l'organo a canne Mascioni opus 769, costruito nel 1958; è a trasmissione elettrica e dispone di 20 registri. La sua consolle è situata a pavimento al centro dell'abside.
Lo strumento attuale è alloggiato entro due distinte casse, appartenenti a strumenti preesistenti dei quali, però, non è stato conservato il materiale fonico. Il corpo principale si trova a metà della navata, sulla cantoria che occupa interamente la terza cappella di destra, ed è alloggiato entro una fastosa cassa lignea dorata e intagliata del 1546, attribuita tradizionalmente ad Andrea Palladio (che in quello stesso anno disegnò il perduto altare maggiore della chiesa), o ad Antonio da Sangallo il Giovane (per coerenza di stile); l'organo situato al suo interno era stato costruito dal cremonese Nicolò Tezzano (o Terzani) e disponeva di 9 registri; venne restaurato da Luca Biagi nel 1604-1605. Il prospetto si articola entro tre arcate intervallate da semicolonne corinzie scanalate e le canne di mostra appartengono al registro di principale, con bocche a mitria allineate orizzontalmente; sono presenti vari stemmi tra i quali, nell'attico centrale, quello di papa Paolo III. Il secondo corpo, invece, è situato sulla cantoria alla sinistra del presbiterio ed è accolto all'interno della cassa dell'organo costruito tra il 1637 e il 1649 probabilmente da Giuseppe Testa (i cui eredi intervennero successivamente più volte su di esso). Il prospetto, che richiama nella composizione quello dell'organo cinquecentesco, è sormontato dalla colomba dello Spirito Santo a rilievo.